# Tetčice
Tetčice (en allemand : Tetschitz) est une commune du district de Brno-Campagne, dans la région de Moravie-du-Sud, en République tchèque. Sa population s'élevait à 1 167 habitants en 2020.

## Géographie
Tetčice se trouve à 2 km au sud-est de Rosice, à 15 km à l'ouest-sud-ouest de Brno et à 175 km au sud-est de Prague.
La commune est limitée par Rosice au nord-ouest et au nord, par Omice, Střelice et Radostice à l'est, par Prštice et Hlína au sud, et par Neslovice et Kratochvilka à l'ouest.

## Histoire
La première mention de la localité date de 1349.